# Моё тело — моё дело

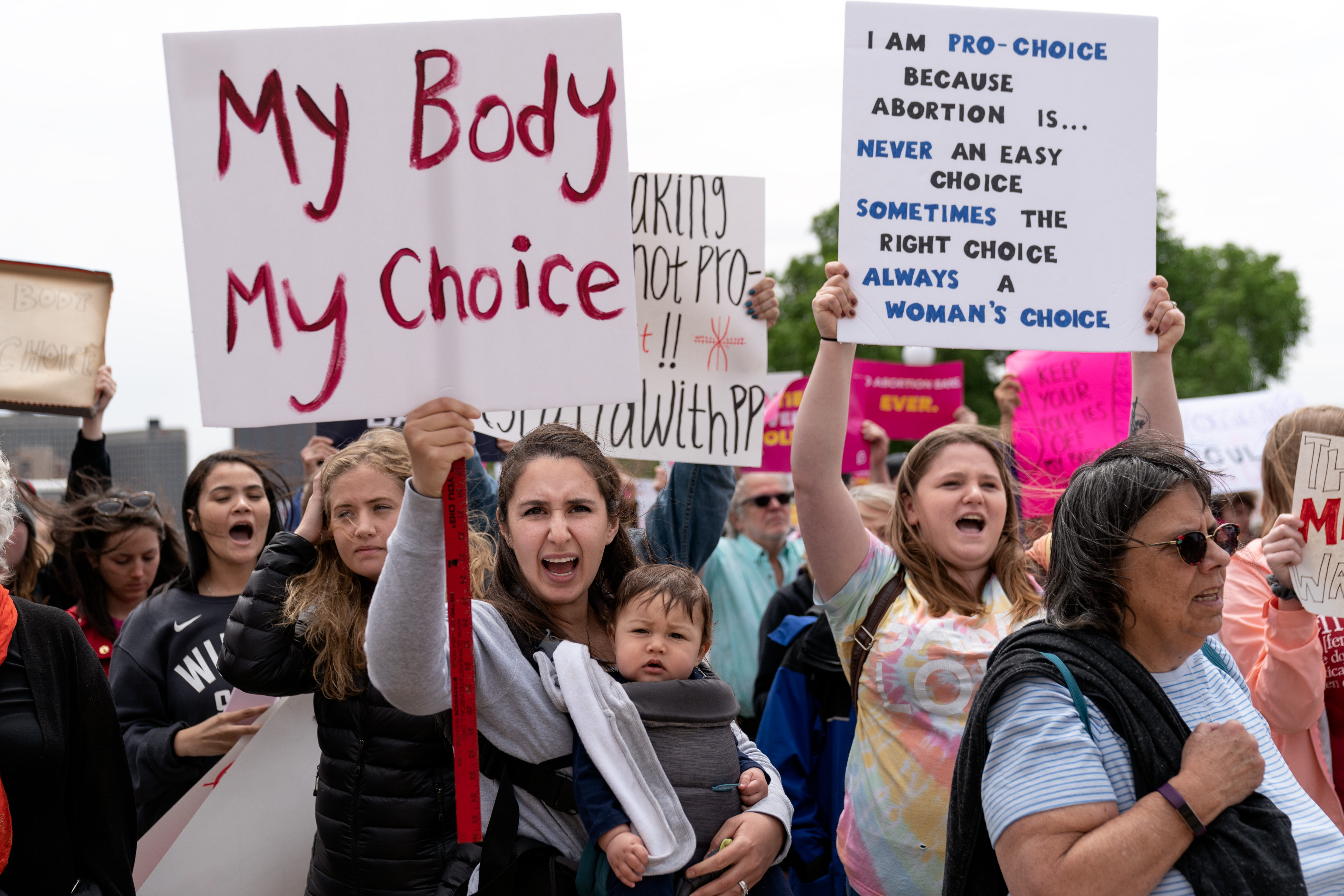
Лозунг «Моё тело — моё дело»
на табличке на демонстрации
в Миннесоте, май 2019

«Моё тело — моё дело» — международный феминистский лозунг, чаще всего связанный с вопросами телесной автономии и абортов.
Феминистки защищают право человека на самоопределение и выбор, как распоряжаться своим телом в сексуальном, семейном, медицинском и репродуктивном контексте. Этот слоган используется во всём мире и переведён на множество языков. Его распространение вызвало разного рода споры в ряде стран, однако он часто используется как универсальный клич во время протестов и демонстраций и/или для привлечения внимания к различным феминистским проблемам.

## Телесная автономия и неприкосновенность
«Моё тело — моё дело» (или «Моё тело, мой выбор») — это слоган, который призван отстаивать идею личной телесной автономии, целостности и свободы выбора. Телесная автономия представляет собой контроль и свободу выбора в решениях, касающихся собственного тела, без внешнего господства или принуждения. Телесная целостность — это неприкосновенность физического тела, которая подчёркивает важность личной автономии, самообладания и самоопределения людей в рамках их физических тел. В области прав человека нарушение чужой физической неприкосновенности рассматривается как неэтичное поведение и/или возможно преступление. Свобода выбора описывает возможность и автономию человека выполнять действие, выбранное как минимум из двух доступных вариантов, без ограничений со стороны внешних сторон.
По словам Сюзанны Вайс, слоган «Моё тело, мой выбор» — это феминистская идея, которая может применяться к репродуктивным и другим правам женщин. Он противостоит обращению с женским телом как с собственностью и подтверждает важность культуры согласия. Рамиза Ахмад описывает, как пакистанская версия «Моё тело — мой выбор» (Mera Jism Meri Marzi, урду میرا جسم میری مرضی‎), важна для феминисток, потому что для женщин необходимо знать, что они контролируют своё собственное тело. Кристин Роу-Финкбайнер пишет, что на практике лозунг «Моё тело — мой выбор» слишком часто меняется на «не совсем твоё тело» и «не совсем твой выбор» хотя кажется простым, что свобода женщин связана с собственным контролем и её решениями в отношении своего тела. Права женщин, такие как доступ к контролю над рождаемостью, абортам и репродуктивному здоровью, подвергаются нападкам.
Справочный документ Международной конференции по народонаселению и развитию, состоявшейся на саммите в Найроби в 2019 году, подводит итог: «Состояние полного физического, психического и социального благополучия во всех аспектах, касающихся сексуальности и репродуктивной системы, может быть охарактеризовано только как „хорошее сексуальное и репродуктивное здоровье“. Для его достижения каждый человек должен иметь право принимать решения относительно своего тела и получать доступ к услугам, которые поддерживают эти права». В документе далее уточняется, что каждый имеет право делать свой собственный выбор в отношении своего сексуального и репродуктивного здоровья. Это означает, что каждый должен иметь возможность вести удовлетворительную и безопасную половую жизнь, право на самоопределение в вопросах деторождения и свободу решить, нужно ли, когда и как часто это делать.

## История и использование лозунга
Согласно Анджуму Альтафу, история этого термина связана с процессом смены феодализма капитализмом в XVII—XVIII веках, лозунг «Моё тело — моё дело» был навязан угнетённым людям угнетателями в попытке официально упорядочить владение кабальными рабочими. Их тела рассматривались как частная собственность, и на них распространялись все права собственности.
В конце 1969 года лозунг был переосмыслен в рамках феминистской борьбы за репродуктивные права женщин и впоследствии стал частью глобальной феминистской борьбы.

### Австрия
В июне 2019 года женская футбольная команда Ватикана решила отказаться от матча с австрийским женским клубом в Вене, поскольку австрийские женщины воспользовались случаем, чтобы вывесить на своём теле лозунг «Моё тело — моё дело» вместе с лозунгами поддержки ЛГБТ в знак протеста против позиции католической церкви в отношении абортов.

### Гонконг
В 2011 году Гонконг начал движение против виктимблейминга и дискриминации работников секс-индустрии. Седьмой ежегодный марш в 2018 году был посвящён лозунгу «Моё тело — моё дело», чтобы повысить осведомлённость о насилии «сексуального, гендерного и телесного характера», распространённом в Гонконге.

### Малайзия
В декабре 2019 года заместитель министра образования Малайзии Тео Ни Чинг запустила образовательный видеоролик под названием «Моё тело принадлежит мне», чтобы рассказать детям о «безопасном прикосновении и небезопасном прикосновении» в рамках просвещения по вопросам безопасности детей и предупредить их об опасности сексуального домогательства. Также она решила включить эти вопросы в малайзийские школьные учебники в рамках предмета Физическое воспитание и здоровье.

### Южная Африка
В 2018 году несколько южноафриканских организаций, занимающихся вопросами сексуального и репродуктивного здоровья и прав, объединились, чтобы поддержать инициативу социальных и общественных СМИ под названием #МоёТелоМоёДело. Инициатива «призывает к защите и продвижению прав женщин на принятие решений относительно своего репродуктивного здоровья, тела и жизни». Основополагающий принцип: женщина должна сама делать выбор и иметь возможность получить доступ к необходимой ей медицинской помощи, а также принимать хорошо информированные решения в отношении своего собственного тела, здоровья и жизни. Это фундаментальное право, не зависящее от сексуальной ориентации, места проживания, заработка или этнической принадлежности.

### Южная Азия
Mera Jism Meri Marzi (урду میرا جسم میری مرضی‎) — феминистский лозунг, используемый феминистками в Пакистане и Индии в контексте прав женщин, аналог «Моё тело — моё дело».
В марте 2015 года был снят короткометражный фильм «Мой выбор» в рамках инициативы Vogue India по повышению социальной осведомлённости. Индийская актриса Дипика Падуконе сыграла главную роль, а режиссёром фильма выступил Хоми Ададжания. «Мой выбор» касается не только репродуктивных прав, но и ряда вопросов прав женщин из Южной Азии, таких как свобода выбора одежды, передвижения, любви к сексу и брака. Лозунг «Mera Jism Meri Marzi» был популяризирован маршем Аурат в Пакистане, который проходит в Международный женский день. Слоган оказался очень скандальным для пакистанского общества и вызвал ожесточённую полемику.

### Южная Корея
В Южной Корее девиз «Моё тело — моё дело» означает выбор: выходить замуж или нет и иметь ли детей. Это призыв к равенству незамужних женщин на рабочих местах, против существующей разницы в заработной плате мужчин и женщин.

### Турция
В 2012 году демонстрация за право на аборт в районе Кадыкёй в Стамбуле собрала 3000 женщин. Протестующие несли плакаты с надписью «Моё тело — моё дело» в ответ на заявление правительства о планах ограничить доступ к абортам в стране.

### Великобритания
Эмма Уотсон носит футболки с надписью «Моё тело — моё дело», чтобы привлечь внимание к необходимости финансирования кризисных центров по борьбе с изнасилованиями в Англии и Уэльсе.

### США
В 2015 году в США этот слоган использовался в качестве хэштега, чтобы поддержать программу «Планируемое родительство», которая могла потерять государственное финансирование. В 2019 году, когда губернатор Алабамы Кей Айви подписала самый строгий закон об абортах в Соединённых Штатах, демонстранты использовали этот лозунг у Капитолия Алабамы в знак протеста.

### Замбия
В 2017 году в Лусаке в ходе демонстраций в поддержку расширения прав и возможностей женщин замбийские активистки использовали слоганы «Моё тело, моя сексуальность. Мои права, мой выбор», «Моё тело — мой выбор», «У нас есть право быть услышанными» и «Прежде чем женщина, я — человек».

## Движение за защиту прав женщин
Вопросы, обычно связанные с понятием прав женщин, включают право на физическую неприкосновенность и автономию; свободу от сексуального насилия; возможность голосовать и занимать государственную должность; заключать юридические контракты; иметь равные права в семейном праве, работать; право на справедливую или равную оплату труда; иметь репродуктивные права; владеть собственностью; а также право на образование. По словам Урсулы Барри, на протяжении всей истории человечества телесная автономия женщин оспаривалась.
Представление о том, что тело (но не разум) ассоциируется с женщинами, исторически послужило оправданием для того, чтобы рассматривать женщин как собственность, предметы и обмениваемые товары (среди мужчин). Например, женские тела объективировались на протяжении всей истории через меняющиеся идеологии моды, диеты, программ упражнений, косметической хирургии, деторождения и т. д. Это создаёт контраст с ролью мужчин, как носителей морали, ответственных за работу или сражение в кровавых войнах.
Раса и социальный класс женщины могут определять, будет ли её тело рассматриваться как украшение и защищаться, что характерно, например, для женщин из среднего или высшего класса. Тело женщины из низких слоёв населения или цветных женщин может быть использовано в труде и эксплуатироваться. Феминистский активизм второй волны выступал за репродуктивные права и выбор. По словам Барри, проблемы, с которыми сталкиваются женщины, включают сексуальную объективизацию, сексуальные домогательства, сексуальное насилие и насилие по признаку пола. Барри подчеркивает, что свобода женщин от насилия связана с правом на физическую неприкосновенность. При обсуждении репродуктивных прав телесная автономия означает свободу выбора. Препятствия, создаваемые консерваторами и религиозной и культурной моральной полицией, включают противодействие автономии в отношении фертильности женщины: формам положительного лечения бесплодия, контрацепции, стерилизации, а также абортам. По словам Барри, право на аборт и доступ к нему — это одна из последних попыток достижения женской телесной автономии.
По словам Шехзил Малик, этот слоган означает, что все действия между людьми требуют согласия. Женщины не должны ощущать, как их тела щупают, оскорбляют, преследуют или насилуют. По словам Ниды Кирмани, этот лозунг нарушает те основы патриархата, которые контролируют и эксплуатируют женщин против воли. Кирмани говорит, что те, кто выступает против лозунга, увековечивают культуру изнасилований, сексуальных домогательств, детских браков, физического насилия, отсутствия медицинской помощи, домашнего насилия, торговли людьми и кабального труда / рабства.
По словам Сондры Хортон Фрейли, женское тело не определяется наложенными на него ограничениями, а представляет собой жизненный опыт, созданный благодаря свободным волевым действиям и выбору во взаимосвязанной непрерывности с разумом. Эмма Фрейзер утверждает, что именно из-за отсутствия телесной автономии общество отрицает, что у женщин кроме тела есть ещё разум, чувства, воля. Это равносильно жестокости по отношению к женщинам.
Движение «Моё тело — мой выбор» пересекается с классовой борьбой, которая также связана с «отказом от биополитического контроля и утверждением права на самостоятельную жизнь и выбор, независимую от требований сильных мира сего».

## Другое использование
Некоторые варианты использования слогана исходят не из феминистской точки зрения, но тоже формируют концепцию телесной автономии. Например, антиваксеры использовали этот лозунг, чтобы выразить своё право отказаться вакцинировать себя и своих детей. Слоган был также использован теми, кто выступал против ношения масок во время пандемии COVID-19.
Противники обрезания младенцев использовали этот лозунг как критику практики изменения детских гениталий.
Согласно Кайлу Мункиттрику, «Моё тело — моё дело» относится к соматическим правам (правам человека, предусматривающим возможность распоряжаться своим телом), на которое также могут претендовать трансгуманисты.